# Tornado de Valdivia de 1881
El tornado de Valdivia de 1881 fue un fenómeno meteorológico ocurrido en la tarde del 26 de abril de 1881, acompañado de una fuerte tormenta eléctrica y   lluvias torrenciales. Entre los daños producidos se cuenta que desmanteló por completo la Intendencia y la escuela que funcionaba en su planta baja, arrancó de su base la torre de la Iglesia Matriz y los árboles de la plaza, desprendió tejados y arrojó los escombros fuera de la ciudad.